# Alcis semipullata
Alcis semipullata là một loài bướm đêm trong họ Geometridae.